# Municipio de Beaver (condado de Jefferson)
El municipio de Beaver (en inglés: Beaver Township) es un municipio ubicado en el condado de Jefferson en el estado estadounidense de Pensilvania. En el año 2000 tenía una población de 544 habitantes y una densidad poblacional de 9.7 personas por km².

## Geografía
El municipio de Beaver se encuentra ubicado en las coordenadas 41°03′38″N 79°09′42″O / 41.06056, -79.16167.

## Demografía
Según la Oficina del Censo en 2000 los ingresos medios por hogar en la localidad eran de $30,000 y los ingresos medios por familia eran de $34,286. Los hombres tenían unos ingresos medios de $28,611 frente a los $22,083 para las mujeres. La renta per cápita de la localidad era de $12,747. Alrededor del 14,3% de la población estaba por debajo del umbral de pobreza.